# Zawiercie
Zawiercie es una ciudad en el sur de Polonia ubicada en el Voivodato de Silesia con 49.334 habitantes (2019). Está situado en las Kraków-Częstochowa Upland cerca de la fuente del río Warta. La ciudad se encuentra cerca de la región histórica de Silesia, pero pertenece a la Pequeña Polonia.

## Nombre y ubicación
Zawiercie, aunque actualmente está asociada con Silesia, pertenece a la Pequeña Polonia. La ciudad se encuentra cerca de la fuente del río Warta, y su nombre probablemente proviene de la ubicación. Los habitantes del antiguo pueblo de Kromołów, para llegar a otro pueblo ubicado al otro lado del río, irían detrás del Warta, o en polaco - ' 'za Warté. Desde la perspectiva de Kromołów, Zawiercie se encuentra detrás de Warta. También existe la teoría de que el nombre de la ciudad proviene de los colonos que zawiercili (o rodearon con un círculo) el área de asentamiento. La ciudad es una puerta de entrada al Jura polaco, donde se encuentran varios castillos, que solían defender la frontera occidental de la Pequeña Polonia. .
Zawiercie tiene un área de 85 kilómetros cuadrados, y hasta 1945, la ciudad estaba ligada administrativamente con Kielce de la Pequeña Polonia. Se encuentra a lo largo del ferrocarril Varsovia-Viena, y es un centro de carreteras, en la Carretera Nacional Nr. 78.

## Historia
La primera mención del pueblo de Kromołów (ahora un distrito de Zawiercie) proviene de 1193. En el siglo XIV, el pueblo estaba ubicado en el oeste de la Pequeña Polonia, a lo largo de una ruta comercial de Cracovia a Poznan. En 1431, el duque Bolko IV de Opole permitió que un hombre llamado Mikołaj Czenar abriera una posada aquí, y en su documento, el nombre Zawiercie se menciona por primera vez. En el siglo XV, el área se convirtió en el primer centro de fabricación de hierro, pero a pesar de esto, Zawiercie siguió siendo un pequeño pueblo durante siglos. Estaba ubicado administrativamente en el Condado de Lelów en el Voivodato de Cracovia en la Provincia de Pequeña Polonia de la Corona polaca. Hasta el siglo XIX, estaba dividida en Zawiercie Małe (Pequeña Zawiercie) y Zawiercie Duże (Gran Zawiercie), ambas pertenecían administrativamente a la gmina de Kromołów.
Después de la Tercera Partición de Polonia en 1795, Zawiercie fue anexada por la Austria, en 1809 pasó a formar parte del efímero Ducado de Varsovia polaco, y en 1815 pasó a Controlado por Rusia Congreso de Polonia. Zawiercie debe su desarrollo a la construcción de los ferrocarriles. El 1 de diciembre de 1847, llegó el primer tren al pueblo, a lo largo del ferrocarril Varsovia-Viena recién construido. Esto le dio un impulso a Zawiercie y, en la segunda mitad del siglo XIX, se abrieron varias empresas y minas de carbón en el pueblo, incluida la Planta de acero Zawiercie, inaugurada en 1901. En 1878, se inició la construcción de un asentamiento para trabajadores. iniciado, con escuelas, parques e iglesias. En 1894, el Partido Socialista Polaco organizó una sentada masiva en la Planta de algodón de Zawiercie, y en 1914, la población del pueblo creció a 30.000 habitantes. Zawiercie finalmente obtuvo su estatuto de ciudad el 1 de julio de 1915. Después de la Primera Guerra Mundial, en 1918, Polonia recuperó la independencia y la ciudad se reintegró a Polonia.

La Primera Guerra Mundial y la década de 1920 fue un mal momento para Zawiercie. El desempleo creció, la planta siderúrgica cerró y la fábrica TAZ redujo el número de trabajadores. La situación no mejoró hasta 1927 cuando se creó el condado de Zawiercie, parte del voivodato de Kielce.
En vísperas de la Segunda Guerra Mundial había 7.000 judíos en Zawiercie, aproximadamente una cuarta parte de sus residentes. Se ganaban la vida principalmente del comercio, la artesanía, la industria del vestido y la industria del metal. Las imprentas propiedad de judíos jugaron un papel central en la vida cultural de la ciudad. La ciudad contaba con sindicatos que estaban integrados por pequeños comerciantes y artesanos, así como dos bancos, un fondo de beneficencia y sociedades benéficas. Entre las guerras mundiales en Zawiercie hubo varios partidos sionistas y Agudat Israel. La ciudad tenía un “jeder” tradicional (escuela primaria religiosa), un Talmud Torá y una escuela y un jardín de infantes que formaban parte de la Red “Tarbut”. En 1926, A. Bornstein, jefe de la comunidad judía, también fue nombrado alcalde de la ciudad.
Hubo pogromos en Zawiercie en 1919 y en 1921 que mató a un judíos, y la mayoría de los judíos de la ciudad se vieron afectados, ya sea físicamente o habiendo sufrido daños materiales.

### Segunda Guerra Mundial
Durante la invasión de Polonia alemana, que inició la Segunda Guerra Mundial, los alemanes entraron en Zawiercie el 4 de septiembre de 1939. La ciudad fue directamente anexada a la Provincia de Alta Silesia (Regierungsbezirk Oppeln' '), y su nombre fue cambiado a Warthenau para borrar rastros de origen polaco. La población polaca y judía fue objeto de diversas represiones y crímenes. Los alemanes establecieron y operaron una prisión nazi en la ciudad, y también comenzó a secuestrar polacos y judíos para  trabajo y actos de abuso. El 27 de septiembre de 1939, los alemanes impusieron a la población judía un elevado pago de rescate. En otoño de 1939, se estableció la organización secreta de resistencia polaca Płomień, con sede en la escuela de comercio local. Entre sus miembros había profesores, funcionarios locales, estudiantes, exploradores, el director de la escuela de oficios Wacław Chrzanowski y el párroco local Bolesław Wajzler. La organización publicó prensa polaca clandestina, apoyó financieramente a las familias más pobres y trató de evitar que los jóvenes fueran deportados a trabajos forzados a Alemania.
A principios de 1940, los alemanes confiscaron todos los negocios judíos. El 5 de enero de 1940 impusieron una multa de 10 zloty por cada residente judío de la ciudad. En abril de 1940, 600 refugiados judíos de Cieszyn fueron llevados a Zawiercie. En abril-mayo de 1940, más de 150 polacos de Zawiercie fueron asesinados por los rusos en la gran masacre de Katyn. El 18 de septiembre de 1940, la Gestapo llevó a cabo arrestos masivos de más de 100 miembros de la organización Płomień, que luego fueron condenados a muerte y ejecutados o encarcelados en campos de concentración nazis, donde muchos murieron.
En el invierno de 1940/41 se exigió a los judíos que entregaran todos los objetos de valor, muebles y pieles. El 22 de julio de 1941, los alemanes asesinaron a siete judíos acusados de comunismo. La población judía en 1941 era de 5.500. En septiembre de 1941, se creó un gueto nazi y se estableció un Judenrat (comité judío). El Judenrat tuvo que proporcionar trabajo forzado a los alemanes. En la "Aktion" en Zawiercie en mayo o agosto de 1942, SS, la Gestapo y los gendarmes alemanes, ayudados por la Policía Azul, deportaron a unos 2.000 residentes del gueto al campo de concentración de Auschwitz . A principios de 1943, se creó una fábrica para fabricar uniformes de la Fuerza Aérea Alemana y allí trabajaban unos 2500 judíos.
A finales de 1942 se formó un grupo clandestino en Zawiercie por el "Hashomer HaTzair" (Movimiento Juvenil Sionista) dirigido por Berl Schwartz. Mordechai Anielewicz (comandante del Levantamiento del gueto de Varsovia) de Varsovia visitó el subterráneo. La clandestinidad ayudó a algunas familias judías a escapar a través de la frontera hacia Eslovaquia. Algunos de los que pasaron de contrabando fueron capturados y asesinados.
El gueto de Zawiercie fue liquidado en agosto de 1943. Las SS, la Gestapo, los gendarmes alemanes y la Policía Azul deportaron a Auschwitz a entre 6000 y 7000 judíos, así como a lugareños y refugiados que fueron traídos de otros lugares. Los miembros de Judenrat fueron asesinados en la ciudad antes de la deportación. En la fábrica de uniformes quedaban unos 500 trabajadores cuya deportación fue aplazada por ser considerados empleados esenciales, y fueron deportados a Auschwitz el 18 de octubre de 1943.
La ocupación alemana (Ocupación de Polonia (1939-1945)) terminó en enero de 1945 y la ciudad fue restaurada a Polonia. Posteriormente, Zawiercie fue trasladado del voivodato de Kielce al voivodato de Katowice.

## Puntos de interés
- Iglesia de la Santa Trinidad en Zawiercie-Skarżyce (siglos XVI-XVII),
- Iglesia de San Nicolás en Zawiercie-Kromołów (siglo XVI),
- casa señorial en Zawiercie-Bzów (principios del siglo XIX)
- el palacio de Stanisław Szymański (finales del siglo XIX)
- Asentamiento de trabajadores TAZ (finales del siglo XIX)
- Colegiata de San Pedro y San Pablo

## Zawiercie y ferrocarril Varsovia-Viena

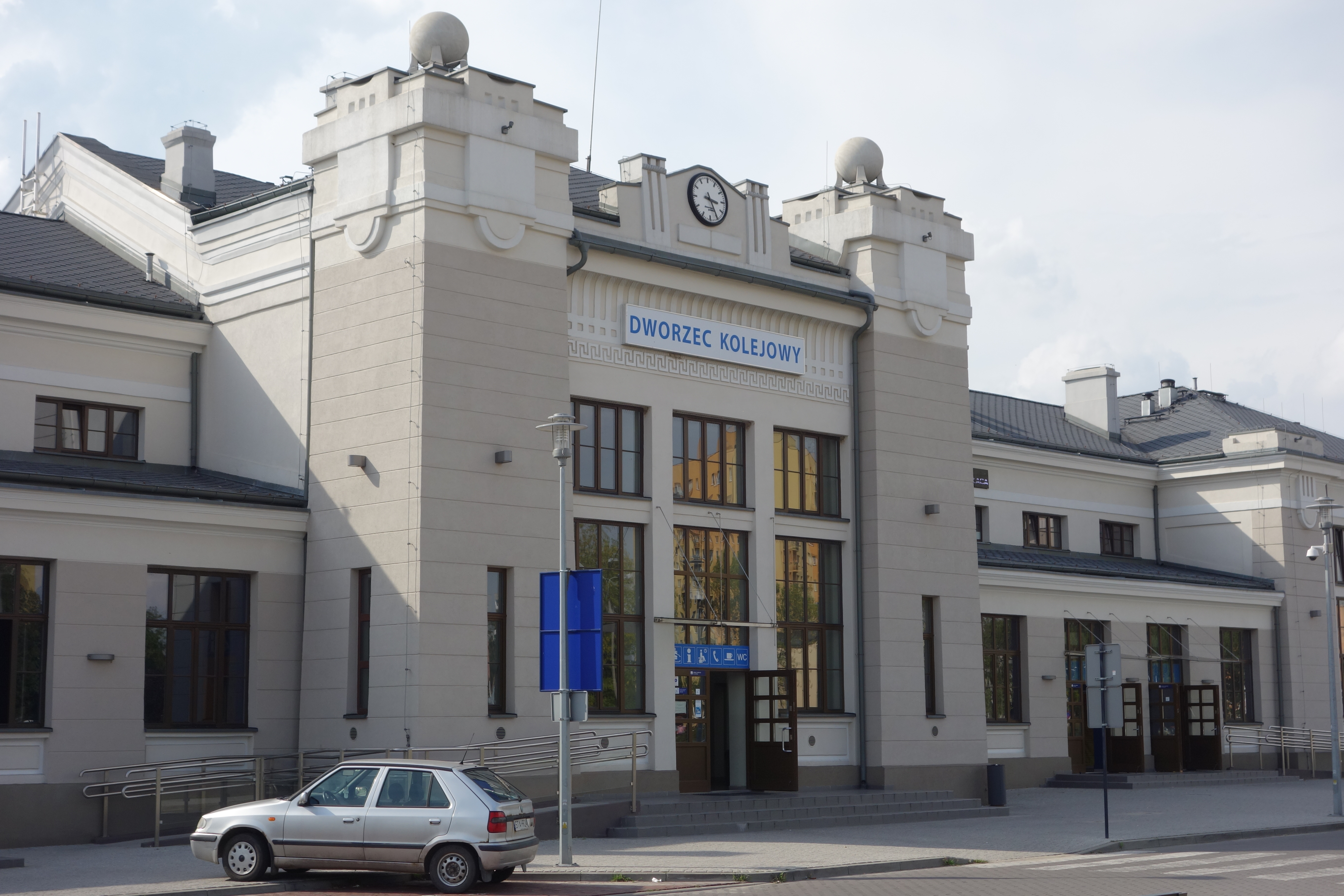
Zawiercies decir, edificio de la estación

En 1847, se completó el Ferrocarril Varsovia-Viena. La conexión ferroviaria facilitó el comercio entre Rusia, Alemania y Austria. El hecho de que Zawiercie se ubicara a menos de un kilómetro de la vía férrea desencadenó el rápido desarrollo de la región. Veinticinco años después, había minas de carbón y mineral de hierro en Zawiercie y se desarrolló una industria alrededor de las minas de la ciudad. La primera planta industrial, una fábrica de vidrio, comenzó alrededor de 1870. Inmediatamente siguieron otras industrias; una gran hilandería de algodón, una gran fábrica de tejidos, extracción de hierro, hierro fundido, fabricación de ladrillos, aserradero, laboratorios químicos, molinos harineros de agua y vapor, mecanizado, etc. La floreciente economía aceleró el crecimiento de la población local.

## Educación
- Universidad de Dirección y Administración

## Deportes
En Zawiercie hay un club de voleibol, el Warta Zawiercie. También hay un equipo de fútbol del mismo nombre fundado en 1921. El estadio del equipo es el Stadion 1000-lecia Państwa Polskiego (Estadio de los Mil Años del Estado Polaco).

## Pueblos gemelos – ciudades hermanas
Zawiercie está hermana con:
- Bornheim, Alemania
- Dolný Kubín, Eslovaquia
- Donetsk, Ucrania
- Ebensee, Austria
- Kamianets-Podilskyi, Ucrania
- Ponte Lambro, Italia
- San Giovanni la Punta, Italia